# Leucochrysa
Leucochrysa is een geslacht van insecten uit de familie van de gaasvliegen (Chrysopidae), die tot de orde netvleugeligen (Neuroptera) behoort.

## Soorten

### OndergeslachtLeucochrysa
- L. (Leucochrysa) adamsi Penny, 2001
- L. (Leucochrysa) arizonica (Banks, 1906)
- L. (Leucochrysa) bedoci Navás, 1924
- L. (Leucochrysa) benoisti Navás, 1933
- L. (Leucochrysa) benoistina Navás, 1934
- L. (Leucochrysa) bolivari Banks, 1944
- L. (Leucochrysa) boliviana (Banks, 1915)
- L. (Leucochrysa) boxi Navás, 1930
- L. (Leucochrysa) brasilica (Navás, 1913)
- L. (Leucochrysa) bruneola de Freitas & Penny, 2001
- L. (Leucochrysa) catarinae de Freitas & Penny, 2001
- L. (Leucochrysa) clara (McLachlan, 1867)
- L. (Leucochrysa) colombia (Banks, 1910)
- L. (Leucochrysa) christophei Banks, 1938
- L. (Leucochrysa) dolichocera (Navás, 1913)
- L. (Leucochrysa) duarte Banks, 1946
- L. (Leucochrysa) ehrhardti Navás, 1929
- L. (Leucochrysa) erminea Banks, 1946
- L. (Leucochrysa) geminata Navás, 1913
- L. (Leucochrysa) ignatii Navás, 1923
- L. (Leucochrysa) insularis (Walker, 1853)
- L. (Leucochrysa) lestagei Navás, 1922
- L. (Leucochrysa) loretana Navás, 1935
- L. (Leucochrysa) magnifica (Banks, 1920)
- L. (Leucochrysa) negata (Navás, 1913)
- L. (Leucochrysa) nigrilabris (Banks, 1915)
- L. (Leucochrysa) notha Navás, 1913
- L. (Leucochrysa) pretiosa (Banks, 1910)
- L. (Leucochrysa) reedi Navás, 1919
- L. (Leucochrysa) risi Esben-Petersen, 1933
- L. (Leucochrysa) riveti (Navás, 1913)
- L. (Leucochrysa) serrula Adams, 1979
- L. (Leucochrysa) tavaresi Navás, 1916
- L. (Leucochrysa) varia (Schneider, 1851)
- L. (Leucochrysa) vigoi (Navás, 1913)
- L. (Leucochrysa) vulnerata (Navás, 1914)

### OndergeslachtNodita
- L. (Nodita) affinis de Freitas & Penny, 2001
- L. (Nodita) aleura (Banks, 1944)
- L. (Nodita) alternata Navás, 1913
- L. (Nodita) alloneura (Banks, 1946)
- L. (Nodita) amazonica Navás, 1913
- L. (Nodita) americana Banks, 1897
- L. (Nodita) amistadensis Penny, 2001
- L. (Nodita) anchietai (Navás, 1922)
- L. (Nodita) antennalis (Navás, 1932)
- L. (Nodita) antica Navás, 1913
- L. (Nodita) apicalis Banks, 1915
- L. (Nodita) apicata (Navás, 1926)
- L. (Nodita) askanes (Banks, 1946)
- L. (Nodita) azevedoi Navás, 1913
- L. (Nodita) barrei de Freitas & Penny, 2001
- L. (Nodita) callota Banks, 1915
- L. (Nodita) camposi (Navás, 1933)
- L. (Nodita) caucella Banks, 1910
- L. (Nodita) centralis Navás, 1913
- L. (Nodita) ceratica (Navás, 1911)
- L. (Nodita) cerverai (Navás, 1922)
- L. (Nodita) clepsydra Banks, 1918
- L. (Nodita) clystera Banks, 1918
- L. (Nodita) compar (Navás, 1921)
- L. (Nodita) confusa de Freitas & Penny, 2001
- L. (Nodita) cornesta (Banks, 1944)
- L. (Nodita) cornuta de Freitas & Penny, 2001
- L. (Nodita) cortesi Navás, 1913
- L. (Nodita) cruentata (Schneider, 1851)
- L. (Nodita) championi Navás, 1914
- L. (Nodita) deminuta Lacroix, 1926
- L. (Nodita) diasi (Navás, 1922)
- L. (Nodita) dimidia (Navás, 1925)
- L. (Nodita) diversa (Walker, 1853)
- L. (Nodita) egregia Navás, 1913
- L. (Nodita) eubule (Banks, 1944)
- L. (Nodita) euterpe (Banks, 1944)
- L. (Nodita) explorata (Hagen, 1861)
- L. (Nodita) firmini (Navás, 1924)
- L. (Nodita) floridana Banks, 1897
- L. (Nodita) forciformis de Freitas & Penny, 2001
- L. (Nodita) forcipata Penny, 1998
- L. (Nodita) furcata de Freitas & Penny, 2001
- L. (Nodita) fuscinervis Navás, 1914
- L. (Nodita) garridoi (Alayo, 1968)
- L. (Nodita) gemina (Navás, 1929)
- L. (Nodita) gloriosa (Banks, 1910)
- L. (Nodita) gossei (Kimmins, 1940)
- L. (Nodita) grisoli (Navás, 1912)
- L. (Nodita) guataparensis de Freitas & Penny, 2001
- L. (Nodita) heriocles (Banks, 1944)
- L. (Nodita) horni (Navás, 1932)
- L. (Nodita) hybrida (Rambur, 1842)
- L. (Nodita) icterica de Freitas & Penny, 2001
- L. (Nodita) incognita de Freitas & Penny, 2001
- L. (Nodita) indiga (Navás, 1928)
- L. (Nodita) inquinata Gerstäcker, 1888
- L. (Nodita) interata de Freitas & Penny, 2001
- L. (Nodita) intermedia (Schneider, 1851)
- L. (Nodita) israeli (Alayo, 1968)
- L. (Nodita) kotzbaueri (Navás, 1926)
- L. (Nodita) laertes (Banks, 1946)
- L. (Nodita) lafoni (Navás, 1911)
- L. (Nodita) lancala (Banks, 1944)
- L. (Nodita) lateralis Navás, 1913
- L. (Nodita) lenora (Banks, 1944)
- L. (Nodita) lineata de Freitas & Penny, 2001
- L. (Nodita) longistigma (Navás, 1930)
- L. (Nodita) luctuosa Banks, 1914
- L. (Nodita) maculata (Navás, 1928)
- L. (Nodita) maculosa de Freitas & Penny, 2001
- L. (Nodita) mainerina (Navás, 1929)
- L. (Nodita) marginalis Banks, 1915
- L. (Nodita) maronica Navás, 1915
- L. (Nodita) marquezi Navás, 1913
- L. (Nodita) melanocera (Navás, 1916)
- L. (Nodita) meridana (Navás, 1927)
- L. (Nodita) meteorica Gerstäcker, 1894
- L. (Nodita) mexicana Banks, 1900
- L. (Nodita) michelini de Freitas & Penny, 2001
- L. (Nodita) minima Banks, 1918
- L. (Nodita) montanola Banks, 1910
- L. (Nodita) morenoi (Navás, 1934)
- L. (Nodita) morrisoni (Navás, 1914)
- L. (Nodita) mortoni Lacroix, 1926
- L. (Nodita) nativa (Navás, 1911)
- L. (Nodita) navasi (Kimmins, 1940)
- L. (Nodita) nesites Navás, 1913
- L. (Nodita) neuralis Banks, 1910
- L. (Nodita) nictheroyana (Navás, 1926)
- L. (Nodita) nigrovaria (Walker, 1853)
- L. (Nodita) notulata (Navás, 1924)
- L. (Nodita) ocampina (Banks, 1941)
- L. (Nodita) orthones (Banks, 1946)
- L. (Nodita) pacifica (Navás, 1929)
- L. (Nodita) pallescens (Banks, 1946)
- L. (Nodita) palliceps (McLachlan, 1867)
- L. (Nodita) panamana (Banks, 1944)
- L. (Nodita) parallela de Freitas & Penny, 2001
- L. (Nodita) paraquaria (Navás, 1929)
- L. (Nodita) pavida (Hagen, 1861)
- L. (Nodita) platyptera Gerstaecker, 1888
- L. (Nodita) postica Navás, 1913
- L. (Nodita) punctata Banks, 1903
- L. (Nodita) radiosa Gerstäcker, 1888
- L. (Nodita) ramosa (Navás, 1917)
- L. (Nodita) ramosi (Navás, 1916)
- L. (Nodita) ratcliffei Penny, 2001
- L. (Nodita) retusa de Freitas & Penny, 2001
- L. (Nodita) robusta de Freitas & Penny, 2001
- L. (Nodita) rochana (Navás, 1922)
- L. (Nodita) rodriguezi Navás, 1913
- L. (Nodita) rufescens (Navás, 1931)
- L. (Nodita) salleana (Navás, 1911)
- L. (Nodita) santini de Freitas & Penny, 2001
- L. (Nodita) scomparini de Freitas & Penny, 2001
- L. (Nodita) scurra Lacroix, 1926
- L. (Nodita) senior (Navás, 1935)
- L. (Nodita) serrei (Navás, 1924)
- L. (Nodita) squamisetosa de Freitas & Penny, 2001
- L. (Nodita) stichocera Navás, 1908
- L. (Nodita) submacula Banks, 1915
- L. (Nodita) sulcata (Navás, 1921)
- L. (Nodita) superior Navás, 1913
- L. (Nodita) surinamensis (Banks, 1944)
- L. (Nodita) tabacina de Freitas & Penny, 2001
- L. (Nodita) tarini (Navás, 1924)
- L. (Nodita) tenuis de Freitas & Penny, 2001
- L. (Nodita) theodori (Navás, 1932)
- L. (Nodita) theodorina (Navás, 1935)
- L. (Nodita) vegana (Navás, 1925)
- L. (Nodita) vieirana Navás, 1913
- L. (Nodita) vignisi de Freitas & Penny, 2001
- L. (Nodita) vinesi (Navás, 1924)
- L. (Nodita) virginiae Penny, 1998
- L. (Nodita) vittata de Freitas & Penny, 2001
- L. (Nodita) ypirangana (Navás, 1932)
- L. (Nodita) zapotina Navás, 1913
- L. (Nodita) zayasi (Alayo, 1968)

### Niet gebonden aan een ondergeslacht
- L. bullata C. Tauber, 2007
- L. longicornis (G. Gray in Cuvier, 1832)
- L. riodoce C. Tauber, 2007